# Prop og Berta
Prop og Berta er en dansk stop-motion-dukkefilm fra 2000, instrueret af Per Fly efter historie af Bent Solhof og manuskript af Mikael Olsen. Filmen foregår i den lille by ved navn Propsby hvor man møder flere af de karakterer der indgår i eventyret om Prop og Berta. Bl.a. den korrupte politimester Frederiksen og heksen Fullatrix der altså er introvert og hader naboer.
Filmen er oprindeligt baseret på fortællinger af Bent Solhof, som har udgivet i alt 18 lp´er og 4 bøger om den lille tykke mand Prop og hans ko Berta.

## Handling
Prop flytter ind i et faldefærdigt hus i udkanten af skoven. Han hjælper koen Berta, der sidder fast i et hegn, og de to bliver gode venner. Sammen redder de de små tyttebøvser i skoven, og som tak får Berta evnen til at tale. Senere må de forsvare sig mod en heks, som bor i skoven og er sur over at få naboer.

## Medvirkende
- Otto Brandenburg – Prop
- Paprika Steen – Berta
- Lisbet Dahl – Heksen
- Axel Strøbye – Borgmester Frandsen
- Thomas Mørk- Heksens Krage
- Jytte Abildstrøm
- Olaf Nielsen – Politimester Frederiksen
- Jesper Asholt- Tyttebøvs
- Trine Appel- Tyttebøvs
- Peter Zhelder- Tyttebøvs

## Producenter
Produceret af Zentropa Entertainments3, Memfis Film og Cinematograph.
Stop-motion animation udført af "Animācijas brigāde" ltd.